# حملة سيدي علي بن حسين على البرتغاليين
حملة سيدي علي بن حسين على البرتغاليين هي حملة يقودها القائد البحري العثماني سيدي علي ريس أو سيدي علي بن حسين على البرتغال سنة 1552

## تمهيد
استطاع البرتغاليون في القرن السادس عشر تكوين إمبراطورية استعمارية كبرى.واستطاعوا من خلال الالتفاف حول رأس الرجاء الصالح الوصول إلى الخليج العربي وتكوين مستعمرات فيها.فهاجموا عدن ومسقط وهرمز والبحرين وبندر عباس وقشم وفعلوا بأهلها الأفاعيل من قطع الآذان وجدع الأنوف.وكما رأينا مع منشور «معركة شول البحرية» ارسل المماليك أسطولهم لمواجهة البرتغاليين لكنهم هزموا.
جاء العثمانيون سنة 1517م وأنهوا الدولة المملوكية وأصبح لديهم منفذ على الخليج.وكانوا قد أدركوا خطر البرتغال على المسلمين من قبل.لذا أرسل الخليفة سليمان الأول سنة 1538أسطولا بحريا إلى ديو لمواجهة البرتغاليين بيد أنه هزم هزيمة منكرة.عاود العثمانيون الكرة وأرسلوا بيري ريس صاحب كتاب البحرية والذي رسم الخرائط المشهورة إلى الخليج العربي.استطاع بيري ريس تحرير البحرين وقشم ومسقط لكنه هزم أمام البرتغالين.وما إن عاد بيري إلى إسطنبول حتى تم إعدامه.

## الحملة
أدرك سليمان بن سليم العثماني أن المشكلة البرتغالية تعقدت أكثر، لذا فقد عيّن القائد علي ريس الذي حارب مع بربروس في معركة بروزة البحرية لحلّ المشكلة.انطلق علي ريس من البصرة سنة 1552 وأصلح بعض السفن المتضررة ثم انطلق في حملته. واستطاع دخول البحرين وبوشهر والقطيف متجه إلى مضيق هرمز واستطاع عبوره بسلام.
بعد مرور 40 يوما من انطلاقه من البصرة، كان علي ريس، في 10 رمضان، في خليج ليمة قرب راس مسندم.لكن فوجئ بهجوم أسطول برتغالي عليه. كان الاسطول البرتغالي مكون من 25 قطعة:4 سفن حربية كبيرة و 3فرقاطات و 6سفن متوسطة الحجم و 12 شانية والاسطول البرتغالي أكبر من العثماني ب3 أضعاف.اشتبكا الاسطولين على الفور غرقت بعض الشواني البرتغالية خلال تبادل أولي لإطلاق النار.القتال المرير أحدث خسائر فادحة واستمر من منتصف النهار حتى الغروب.حينها انسحب القائد البرتغالي وعاد من حيث أتى.أكمل علي ريس بعد الانتصار في ليمة طريقه إلى صحار وقلعهات حيث وصلها في ليلة القدر.ثم يمم وجهه شطر مسقط.لكن ابن الحاكم البرتغالي لمسقط، الكابتن كويا (kuya), جاء مع 12 سفينة حربية و 22 شانية (34 قطعة) واشتبك مع العثمانيين.خسر كلا الطرفين 5 قطع بحرية لكن في الأخير، انتصر المسلمون انتصارا ساحقا وواصل علي ريس رحلته إلى خليج عمان.بيد أن الرياح تجري بما لا تشتهي السفن حرفيا.إذ قذفت الرياح بالاسطول العثماني إلى ساحل مكران ثم إلى كجرات في الهند.وبعدها عاد العثمانيون إلى بلادهم في انتصار عظيم لكنه منقوص لان البرتغاليين ظلوا يحتفظون يمراكزهم في هرمز والهند.